# Aqua Alsietina
De Aqua Alsietina, ook bekend als Aqua Augusta, was een aquaduct in het oude Rome.

## Geschiedenis
Het aquaduct werd rond 2 v.Chr. gebouwd. Het was het eerste aquaduct dat op de westelijke oever van de Tiber eindigde. Het water uit dit aquaduct was echter niet drinkbaar en Augustus gebruikte het om zijn grote naumachie in de wijk Trans Tiberim ("Over de Tiber", het huidige Trastevere) te vullen. Het water dat overbleef werd gebruikt voor de irrigatie van de daar gelegen parken en landerijen. De inwoners van Trans Tiberim verkregen hun drinkwater van de aquaducten op de oostelijke oever, dat via loden pijpen over de bruggen naar de westelijke oever werd getransporteerd. Pas in 109 n.Chr. liet Trajanus de Aqua Traiana bouwen, die wel drinkbaar water naar Trans Tiberim bracht.

## Specificaties
De belangrijkste bron van de Aqua Alsietina lag bij het ten noorden van Rome gelegen Lacus Alsietinus (het huidige (Lago di Martignano). Daarnaast werd nog water uit het lacus Sabatinus (Lago di Bracciano) toegevoegd. Over een afstand van 32,9 kilometer liep het water in grotendeels ondergrondse kanalen naar Rome. Volgens Frontinus had de Aqua Alsietina slechts een capaciteit van 16.300 m³ water per dag (De Aqua Marcia had bijvoorbeeld een capaciteit van 188.000 m³). In de tijd dat hij zijn befaamde boeken schreef (97 n.Chr.) werd de Naumachie van Augustus echter al niet meer gebruikt.

## Restanten
Er zijn nauwelijks restanten bekend van de Aqua Alsitina. In 1720 werden enkele fragmenten van het aquaduct gevonden. In 1887 werd een steen met een inscriptie met daarop de naam van het aquaduct opgegraven.

## Verwarring met de Aqua Paolo
Op de Fontana dell'Acqua Paola, de afsluitende fontein van de Aqua Paolo uit 1605, vermeldt een inscriptie dat Paus Paulus V het antieke Alsietina-aquaduct had laten herstellen. De Aqua Paolo is echter een herbouw van de Aqua Traiana, maar dat feit was destijds niet bekend.